# Píñar
Píñar é um município da Espanha na província de Granada, comunidade autónoma da Andaluzia, de área 122 km² com população de 1358 habitantes (2007) e densidade populacional de 9,94 hab/km².

## Demografia
| Variação demográfica do município entre 1991 e 2004 | Variação demográfica do município entre 1991 e 2004 | Variação demográfica do município entre 1991 e 2004 | Variação demográfica do município entre 1991 e 2004 |
| --------------------------------------------------- | --------------------------------------------------- | --------------------------------------------------- | --------------------------------------------------- |
| 1991                                                | 1996                                                | 2001                                                | 2004                                                |
| 1505                                                | 1422                                                | 1337                                                | 1249                                                |